# Alfred de Curzon

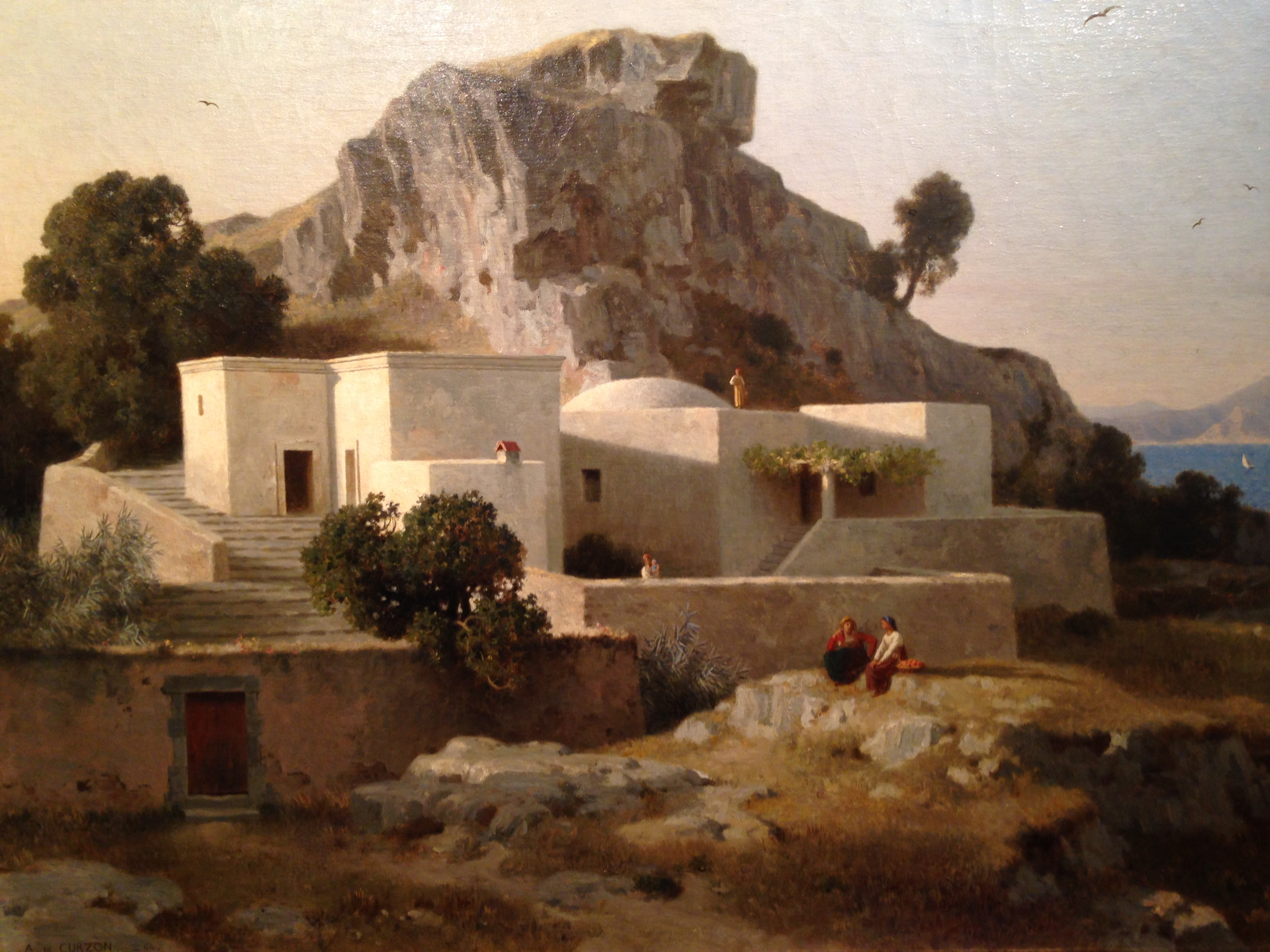
Ansicht von Sorrento

Alfred de Curzon (* 7. September 1820 in Moulinet bei Migné-Auxances; † 4. Juli 1895 in Paris) war ein französischer Genre- und Landschaftsmaler.
Alfred de Curzon entstammte einer adligen Familie Westfrankreichs. Er studierte ab dem 1. April 1840 an der École des Beaux-Arts in Paris bei Michel-Martin Drolling. Auf Anraten eines seiner Studienkameraden, Louis Georges Brillouin (1817–1893), wechselte er 1845 in das Atelier von Louis Cabat.
Dank dem 1849 erhaltenen Stipendium verbrachte er zwei Jahre in Rom. Dort traf er Alexandre Cabanel, Jean-Achille Benouville, François-Léon Benouville, Louis Français und Charles Busson.
Er unternahm 1852 mit dem Schriftsteller Edmond About und dem Architekten Charles Garnier eine Studienreise nach Griechenland. Er besuchte 1846–1847 mit Louis Georges Brillouin Italien.
Er zeigte seine Werke ab 1843 im Salon de Paris, Er erhielt 1857 eine Medaille der 2. Klasse, stellte auch in den Jahren 1859, 1861 und 1863 aus. Auf der Weltausstellung Paris 1867 erhielt er eine Medaille der 3. Klasse.
Curzon heiratete Amélie Saglio, die Schwester des Landschaftsmalers Camille Saglio. Alfred de Curson ist auf dem Friedhof Père-Lachaise (28. Division) begraben.